# Pintura mineral
El término pinturas minerales describe las pinturas con ligantes minerales. Existen dos ligantes minerales relevantes en el campo de las pinturas: la cal y el silicato.
Mientras que los ligantes de cal carbonatan reaccionando con el dióxido de carbono y el agua (formación de carbonato), los ligantes de silicato (generalmente silicato potásico) reaccionan con el CO2 y forman hidratos de silicato potásico en contacto con las sustancias reactivas.
Dado que las pinturas de cal (salvo la técnica al fresco) solo son resistentes a la intemperie en determinadas circunstancias, su uso se reduce básicamente al campo de la conservación de monumentos. Cuando hoy se habla de pinturas minerales, uno se refiere por lo general a las pinturas de silicato – o pinturas Keim (por el inventor, Keimfarben). Estas pinturas emplean como ligante el silicato potásico (en alemán, también llamado “vidrio líquido”).
La composición especial de las pinturas de silicato les confiere propiedades específicas. Las pinturas minerales de silicato se caracterizan por ser muy duraderas y resistentes a la intemperie. Pueden alcanzar una durabilidad superior a cien años. Un ejemplo de ello es el ayuntamiento pintado con pintura mineral en el siglo XIX de la localidad de Schwyz, en Suiza.

## Historia
Los alquimistas, en la búsqueda de la "Piedra Filosofal" (fabricación de oro), descubrieron perlas de brillo cristalino entre los residuos de las hogueras. La arena mezclada con carbonato potásico y calor se funde y se convierte en perlas de silicato potásico. Las primeras ventanas primitivas, pequeñas y redondas, se fabricaron con silicato potásico. La primera producción industrial de silicato potásico tuvo lugar en el siglo XIX por parte de Van Baerle en Gernsheim y por Johann Gottfried Dingler en Augsburgo. Los primeros intentos de fabricar pinturas con silicato potásico los realizó Johann Nepomuk von Fuchs. La fachada de la pinacoteca de Múnich fue pintada aproximadamente en 1850 por los pintores Kaulbach y Schlotthauer. Al usar pigmentos no aptos para la silicatización (pigmentos térreos), los murales se fueron perdiendo por efecto de la lluvia.
Las pinturas minerales de silicato fueron patentadas en 1878 por el artesano e investigador Adolf Wilhelm Keim y se fabrican hasta hoy por la empresa sucesora Keimfarben de Diedorf, cerca de Augsburgo.
También V. van Baerle, en su día proveedor de silicato potásico de A.W. Keim, intentó fabricar pinturas de silicato. Sus experimentos duraron años hasta madurar, y también él obtuvo finalmente buenos resultados. La empresa Silinwerk van Baerle de Gernsheim am Rhein y la empresa Keimfarben de Diedorf, cerca de Augsburgo, se convirtieron en fabricantes de renombre.
El impulsor del intenso trabajo de investigación de Adolf Wilhelm Keim fue el Rey Luis I de Baviera. Este monarca, amante del arte, estaba tan entusiasmado por los alegres colores de los frescos de cal del Norte de Italia que también quería disfrutar de estas obras de arte en el reino de Baviera. Sin embargo, la climatología al Norte de los Alpes, conocida como especialmente rigurosa, estropeaba las pinturas en poco tiempo. De esta manera surgió su encargo a la ciencia bávara de desarrollar una pintura que se asemejara a la cal, pero que pudiera durar más tiempo.
Hoy en día aún existen pinturas originales del siglo XIX. Fachadas en Suiza, como el hotel "Weisser Adler" en Stein am Rhein o el ayuntamiento de Schwyz (1891), el de Oslo (1895) o el de Traunstein (1891) son algunos magníficos ejemplos.

## Propiedades
Además de pigmentos inorgánicos como componente principal, las pinturas minerales también contienen un silicato alcalino de potasio, el silicato potásico, también silicato de potasio líquido o LIQVOR SILICIVM. Una pintura de silicato no forma película como otras pinturas, sino que reacciona con el soporte de forma insoluble (silicatización).
El resultado es una unión sumamente resistente entre la pintura y su soporte. Además, el silicato potásico como ligante es altamente resistente a los rayos UV. Mientras los ligantes orgánicos, como resinas acrílicas o siliconas, se vuelven frágiles a lo largo de los años bajo la influencia de los rayos UV y provocan la aparición de caleo, fisuración y, por consiguiente, daños en la pintura, el silicato como ligante inorgánico permanece estable. La unión química con el soporte y la estabilidad a los rayos UV del ligante son las razones principales de la extraordinaria durabilidad de las pinturas al silicato.
Para la reacción química, las pinturas de silicato requieren de un soporte que contenga silicio. Por esta razón resultan idóneas para los soportes minerales como los revoques minerales y el hormigón. No son adecuadas – o sólo con limitaciones - sobre soportes de madera y de metal. La permeabilidad al vapor de agua (transpirabilidad) de las pinturas de silicato equivale a la del soporte. Esto significa que las pinturas de silicato apenas impiden la difusión del vapor de agua. La humedad contenida en la obra o en el revoque puede difundir hacia el exterior sin impedimentos. Esto mantiene las paredes secas y evita daños en la obra. Asimismo, se evitan condensaciones en la superficie, reduciendo así el riesgo de un atraque por algas u hongos. La elevada alcalinidad del silicato como ligante es una seguridad adicional contra la proliferación de microorganismos y permite renunciar completamente al uso de conservantes.
Las superficies pintadas con pintura mineral se ensucian menos, ya que no adquieren cargas electroestáticas ni se vuelven pegajosas con el calor (no son termoplásticas) como las pinturas basadas en resinas. Por esta razón las partículas de suciedad se adhieren menos y se eliminan con mayo facilidad. Silicate paints are incombustible and free of organic additives or solvents (DIN 18363 Painting and coating work Section 2.4.1). Las pinturas de silicato no son inflamables y no contienen componentes orgánicos ni disolventes orgánicos (DIN 18363 Trabajos de pintura y esmaltado – Recubrimientos 2.4.1).
El color de las pinturas de silicato es enormemente estable. Dado que se colorean únicamente con pigmentos minerales que no se alteran por la luz UV, las pinturas de silicato mantienen su tonalidad estable durante décadas.
Las pinturas de silicato se basan en materias primas minerales. Son muy respetuosas con el medio ambiente en su fabricación y efecto. Su larga durabilidad permite ahorrar recursos y su composición, libre de sustancias nocivas, protege el medio ambiente y la salud. Por ello, las pinturas de silicato son muy apreciadas hoy, sobre todo en el campo de la bioconstrucción.

## Tipos
Por lo general se distinguen actualmente tres tipos de pinturas de silicato: la pintura pura de silicato, de dos componentes, una pintura en polvo o pastada en agua, y el silicato potásico como ligante líquido. (DIN 18363 Trabajos de pintura y esmaltado – Recubrimientos 2.4.1) La aplicación requiere mucha experiencia y know how. Está especialmente extendida en el campo de la restauración.
A mediados del siglo XX se desarrolló la primera pintura de silicato monocomponente. Al agregarle hasta un 5% de aditivos orgánicos (p. ej. dispersión de acrilato, hidrofugantes, espesantes, etc.), se puede ofrecer la pintura pastada lista al uso. En este caso se habla de "pinturas de dispersión de silicato " (DIN 18363 Trabajos de pintura y esmaltado – Recubrimientos 2.4.1). Este tipo de pintura de silicato es considerablemente más versátil que el silicato puro, ya que puede aplicarse también en soportes menos resistentes o con aditivos orgánicos. Además, la aplicación es más sencilla que en la pintura pura de silicato.
Desde 2002 existe una tercera categoría, la pintura de sol-silicato. Contiene como ligante una combinación de sol de sílice y silicato potásico. Su contenido orgánico está limitado al 5%, al igual que en la pintura de dispersión de silicato, para lograr una unión química y las ventajas características del silicato. La pintura de sol-silicato permite también el uso sobre revoques no minerales, dado que se la adherencia es tanto química como física.
La pintura de sol-silicato ha revolucionado la amplitud de aplicaciones de las pinturas de silicato. Estas pinturas se pueden aplicar de forma sencilla y segura en prácticamente todos los soportes habituales.